# Sozial-Ökonomische Allianz
Sozial-Ökonomische Allianz ist ein systemtheoretischer Ansatz der Kooperationsforschung für das Kooperationsmanagement für Profit- und Nonprofit-Organisationen und erklärt die Funktionsweise von Kooperationen zwischen den beiden Organisationstypen.

## Begriffe

### Erfolg
Der Gedanke des Zweck- bzw. Bestandsdenkens, wie er v. a. aus der soziologischen Systemtheorie (Niklas Luhmann) in die Betriebswirtschaftslehre (und hier insbesondere in Bezug auf
die Diskussion des Erfolgsbegriffs) eingeführt wurde, liegt dem Ansatz der Sozial-Ökonomische Allianz zugrunde, wobei angenommen wird, dass das übliche Zweckdenken um die Perspektive des Systemerhalts zumindest zu ergänzen ist, da der Bestand vieler NPOs in ökonomischer Hinsicht bedroht ist, auch wenn sie ihre sozialen Zwecke verwirklichen. Ähnlich bei PMOs: Obwohl sie ihre ökonomischen Zwecke erreichen, immer mehr Einkommen erwirtschaften und immer größeren materiellen Wohlstand schaffen, geraten sie zuweilen in öffentliche Auseinandersetzungen, die sich für sie durchaus existenzgefährdend auswirken können. Die Unterscheidung im dritten Sektor anhand der Zweckorientierung wird auch von Dariusz L. Aleksandrowicz aufgegriffen.

### Dilemmamanagement
Angesichts der wachsenden Komplexität der Managementsituation wird die Relevanz und das große Potential polarer Handlungsmuster betont und gleichzeitig die Verfolgung
sich eigentlich ausschließender Optionen aufgerufen. PMOs und NPOs stecken in zahlreichen Dilemmata, die in der Arbeit auf die Pole "sozial" und "ökonomisch" fokussiert werden. Wechselseitige Allianzen bieten einen Ausweg und somit einen Beitrag zum Dilemmamanagement. Ein Zugang über die Spannungsbewältigung wird dabei nicht gewählt. "Die Erfahrungen im unternehmerischen und privaten Alltag zeigen, dass das Ausweichen der Spannungen von Dilemmata und damit die Umgehung einer konstruktiven
Auseinandersetzung mit den widersprüchlichen Anforderungen sehr weit verbreitet werden. Die Ausweichformen, die zu einer Negierung der Spannung führen, können als Negation, Ignoranz und Abstraktion zusammengefasst werden"

### Kooperationsmanagement
Der Ansatz der Sozial-Ökonomischen Allianz geht im Kooperationsmanagement über den reinen Kooperationsprozeß (von der Kooperationsentscheidung, über die Partnersuche bis hin zur vertraglichen Fixierung und etwaigen Auflösung der Kooperation) hinaus und liefert Ansatzpunkte für die strukturelle Gestaltung des Managements von interorganisationalen Kooperationen im Allgemeinen und Sozial-Ökonomischen Allianzen im Besonderen. Im Mittelpunkt stehen dabei die zentralen Ansatzpunkte eines jedweden Managements: Während mit den Allianzzielen (Politik) und den Allianzstrategien (Planung) der Programmentwurf der Allianz umrissen wird, geht es bei der Organisationsstruktur und dem Personalmanagement um dessen instrumentelle Umsetzung.

## Sozial-Ökonomische Allianz
Elmar Pankau entwickelte das Konzept der Sozial-Ökonomischen Allianz. Dieses Konzept zeigt aus systemorientierter bzw. aus entscheidungsorientierter Perspektive Ansätze für das Kooperationsmanagement für Profit- und Nonprofit-Organisationen und erklärt die Funktionsweise von Kooperationen zwischen den beiden Organisationstypen. Es ist eines der ersten Konzepte, die den kooperativen Austausch in den Blick nehmen.
Während Profit-Organisationen von ökonomischen Zwecken bestimmt werden und sich zunehmend mit Umweltveränderungen im sozialen Bereich auseinandersetzen müssen, verhält es sich bei Nonprofit-Organisationen genau umgekehrt; sie werden von sozialen Zwecken geprägt, müssen aber verstärkt ökonomischen Umweltveränderungen Rechnung tragen. Dies wird beispielsweise deutlich, wenn Profit-Organisationen in öffentliche Auseinandersetzungen geraten, in denen es gar nicht um ihre ökonomische Potenz, sondern um die Auswirkungen ihrer Tätigkeit auf gesellschaftlich sensible Bereiche geht; oder wenn sich Nonprofit-Organisationen nicht nur an ihrer sozialen Ausrichtung, sondern auch an ihrer ökonomischen Leistungsfähigkeit messen lassen müssen.
Durch das Eingehen einer wechselseitigen Kooperation in Form einer sogenannten Sozial-Ökonomischen Allianz bietet sich Profit- und Nonprofit-Organisationen ein Ausweg aus dem Dilemma, sowohl sozialen als auch ökonomischen Erfordernissen Genüge leisten zu müssen. Sie eröffnen sich neue Problemlösungspotentiale, indem sie sich dort neue Handlungsoptionen erschließen, wo sich notwendige Veränderungen nicht aus eigener Kraft, sondern nur mit Hilfe von komplementären Partnern zum Erfolg bringen lassen.
Der Ansatz bedient sich auch „marktdeterministische Argumentationsmuster“.